# Roman Jankowiak
Roman Jankowiak (* 10. Dezember 1914 in Posen; † 16. Mai 1983 ebenda) war ein polnischer Dirigent und Musikpädagoge.
Jankowiak studierte an der Musikhochschule seiner Heimatstadt, erwarb dort 1950 ein Diplom als Organist und schloss 1953 seine Ausbildung als Dirigent bei Walerian Bierdiajew ab. Er war zunächst Dirigent am Teatr Komedii Muzycznej, ab 1956 am neu eröffneten Operettentheater und von 1973 bis 1983 am Teatr Muzyczny von Posen. Daneben unterrichtete er viele Jahre am Musiklyzeum der Stadt.

## Quelle
- Encyclopedia Teatru – Roman Jankowiak

| Personendaten    | Personendaten                         |
| ---------------- | ------------------------------------- |
| NAME             | Jankowiak, Roman                      |
| KURZBESCHREIBUNG | polnischer Dirigent und Musikpädagoge |
| GEBURTSDATUM     | 10. Dezember 1914                     |
| GEBURTSORT       | Posen                                 |
| STERBEDATUM      | 16. Mai 1983                          |
| STERBEORT        | Posen                                 |